# Бронхиола

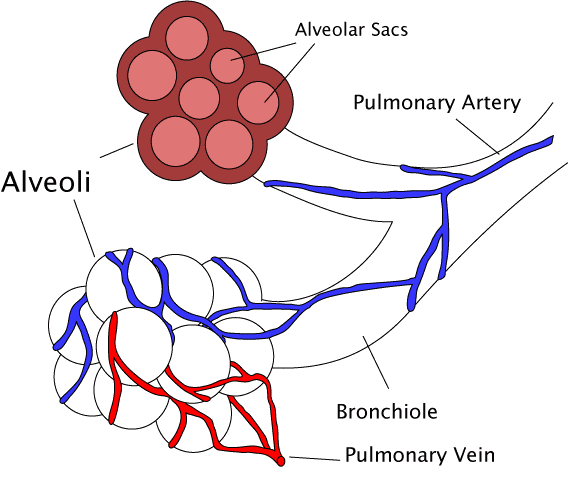
Бронхиолы и альвеолы

Бронхио́лы — конечные ветви бронхиального дерева, не содержащие хрящ и переходящие в альвеолярные ходы лёгких. Диаметр бронхиол не превышает 1 мм. Бронхиолы распределяют воздушный поток и контролируют сопротивление ему.

## Анатомия
Бронхиолы представляют собой ветви долькового бронха. Наиболее крупные, терминальные (конечные, мембранозные) бронхиолы отходят от долькового бронха в количестве 16—18. Их стенки лишены хряща, содержат гладкомышечные клетки, что позволяет регулировать воздушный поток. Терминальная бронхиола делится на 14—16 респираторных (дыхательных) бронхиол I порядка, которые имеют респираторные ветви II и III порядка. Последние образуют несколько генераций альвеолярных ходов, несущих альвеолярные мешочки и альвеолы. Стенки дыхательных бронхиол сформированы реснитчатыми эпителиальными клетками и альвеолоцитами, не содержат гладкомышечных клеток.
Система разветвлений каждой терминальной бронхиолы формирует ацинус.

## Функции
Бронхиолы участвуют в проведении воздуха, обеспечении санации дыхательных путей и выведении ринобронхиального секрета. Респираторные бронхиолы участвуют в газообмене, а также, наряду с альвеолами, синтезируют сурфактант.

## Патология
Бронхоспазм, угрожающая жизни ситуация, обусловлен сокращением гладкой мускулатуры бронхиол с резким уменьшением их диаметра. Для лечения бронхоспазма обычно используются бронходилататоры и кислородотерапия.
Воспаление стенок бронхиол называется бронхиолит. К заболеваниям с поражением бронхиол относятся: бронхиальная астма, облитерирующий бронхиолит, грипп, респираторная синцитиальная вирусная инфекция и др. При КТ-исследовании патогномоничным симптомом бронхиолита является симптом «дерева в почках».

## Иллюстрации

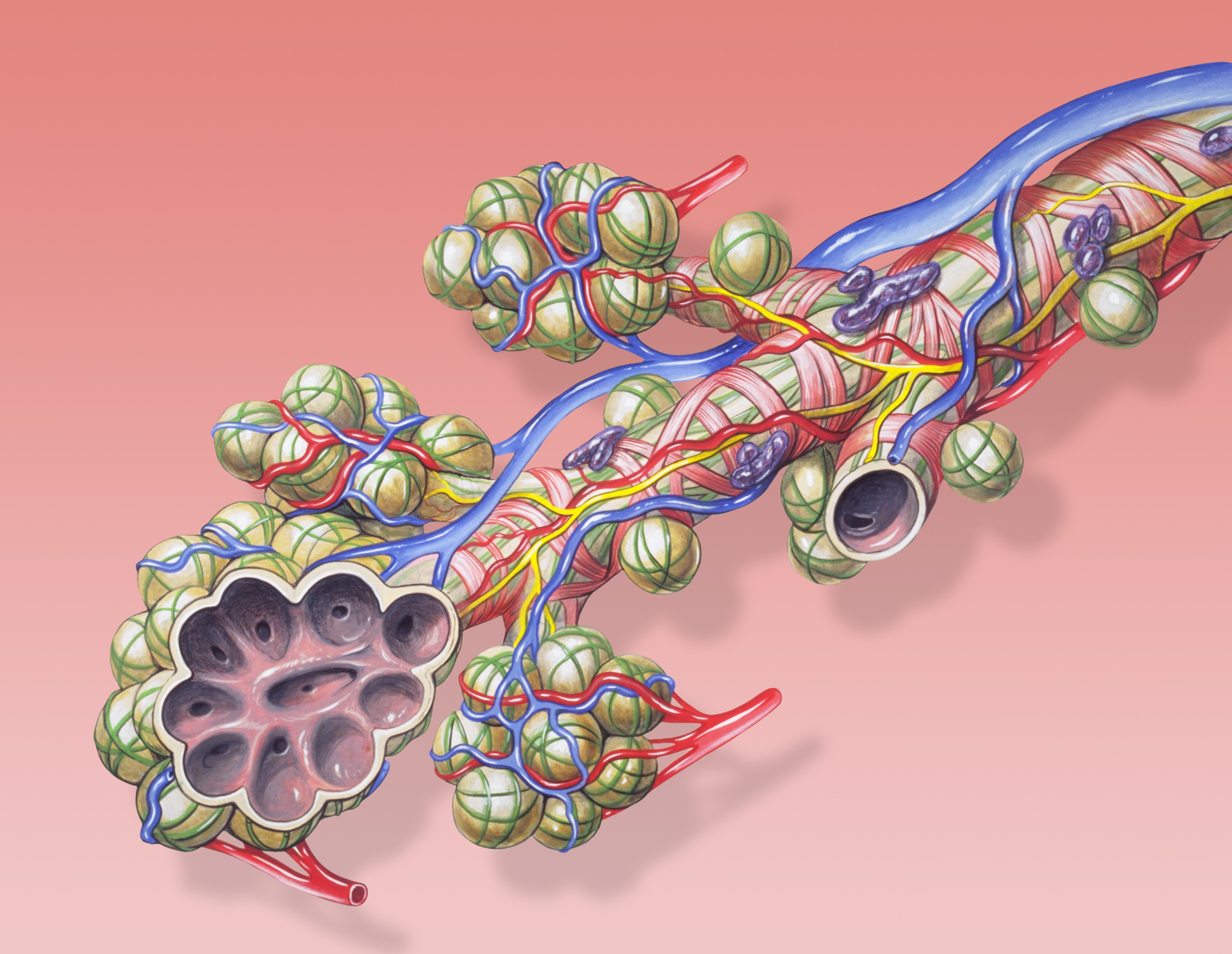
Анатомия бронхиального дерева
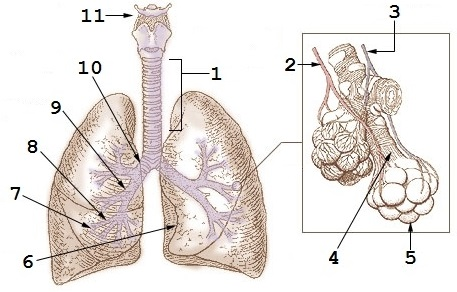
Бронхиальное дерево и лёгкие
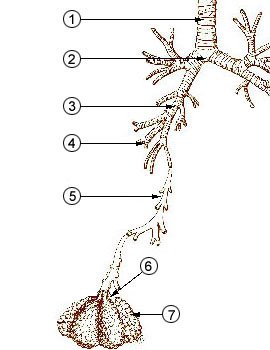
1. Трахея 2. Главный бронх 3. Долевой бронх 4. Сегментарный бронх 5. Бронхиола 6. Альвеолярный ход 7. Альвеола